# Axelle Renoir
Fabienne Meignen, dite Axelle Renoir, née le 2 février 1969, est une compositrice et chanteuse française. Elle a sorti trois albums studio et composé les bandes originales de plusieurs films, séries et téléfilms français.

## Biographie et carrière
Fabienne Meignen,,, naît le 2 février 1969 à Josselin dans le Morbihan ou à Redon en Ille-et-Vilaine,,,. Elle est élève de piano de 7 à 14 ans à Redon. Adolescente, elle suit pendant trois ans des cours au conservatoire de Rennes, section harmonie et orchestration. La jeune femme arrive à Paris en 1988. Elle y fait plusieurs rencontre dont Boris Bergman qui lui écrit quatre chansons.
Elle participe à un concours organisé par la chaîne de télévision M6 et remporte le premier prix des Nouveaux talents M6 en octobre 1994,. Signée alors chez Warner, son premier album Magnum et Matinées dansantes sort en 1994. Axelle Renoir compose la majorité des musiques, les textes étant écrits par Boris Bergman et Olivier Praly. L'album est accompagné la même année par le single Lulu,, gravé sur plusieurs compilations. En 1995, elle interprète pour la radio un duo avec Nicola Sirkis du groupe Indochine, Dieu fumeur de havanes (reprise de Catherine Deneuve et Serge Gainsbourg). Elle arrange et produit la version « Underground » de Le Banana split sorti cette année-là.
Un second single paraît, La Cour des grandes, suivi de Silence, je me retourne. Une tournée est organisée en France passant par Paris. Elle compose un titre de la bande originale de L'Échappée belle.
Parallèlement, Axelle Renoir collabore au projet collectif Entre sourire et larmes, tout comme Lionel Florence, Liane Foly, Stephan Eicher, Jane Birkin, Alain Chamfort, Les Innocents, Pascal Obispo ou Guy Delacroix. La majorité des auteurs des paroles sont des personnes atteintes du VIH.
Qualifiée de « prometteuse », elle est nommée à la onzième cérémonie des Victoires de la musique dans la catégorie révélation féminine de l'année face à Ophélie Winter — la favorite selon Le Parisien — et à Stephend. Cette dernière, pratiquement inconnue, décroche le trophée. C'est la stupéfaction parmi le public, le discours de remerciement de la chanteuse est couvert par les huées de la salle. Ceci entraîne une polémique car les activités de Stephend restent confidentielles,,. Il est rendu public par la suite que le producteur de la chanteuse, Denys Limon, est l'associé de Claude Fléouter, producteur exécutif de la cérémonie des Victoires de la musique, créée 11 ans plus tôt à l'initiative des deux hommes et de Pascale Tardy,. Claude Fléouter tentera de s'expliquer en déclarant avoir voulu disqualifier Stephend durant les votes. Trois procès s'ensuivent.
Axelle Renoir initie et participe au disque Ensemble contre le Sida en 1998, pour lequel elle écrit et compose le titre Les invités, qu'elle chante en duo avec Alain Souchon. Soutenues par Sony Music, Axelle Renoir et Line Renaud prennent contact avec Pascal Obispo pour réaliser une chanson caritative. Ils choisissent Sa raison d’être, un titre originellement écrit pour France Gall en la mémoire de Michel Berger, avant que celle-ci décline,. Axelle Renoir est l'une des interprètes de Sa raison d'être, single paru en 1997. Elle est choriste sur l'album de Jacno La Part des anges. Deux singles où elle pose sa voix en sont extraits : Je vous salue Marie et Pour seule mémoire.
Elle sort en 1998 son deuxième album, intitulé Rose, dont elle compose les musiques et écrit la grande majorité des textes. Trois singles sont édités : Sous les shorts des garçons, Treize juillet sous la Lune et Les Filles de l'air.
En 2000, pour le spectacle de l'an 2000 à Nîmes, créé par Stéphane Plassier et Enki Bilal, elle compose une « symphonie électronique » consacrée à l'ouverture sur l'an 2000.
Elle écrit et compose en 2001 les chansons du film Les Jolies Choses. Le disque se vend à 155 000 exemplaires. Le single homonyme se classe à la 48e place du classement français. Elle joue un rôle mineure dans le film, celui d'une journaliste.
L'année suivante, elle compose la musique du film Gangsters d'Olivier Marchal et la chanson Partir. Elle sort en 2002 son troisième album studio, nommé La Plage. Un single sort : Je serai là pour toi. Elle se produit en concert à l'Européen à Paris le 13 mai 2003 et fait la première partie des concerts d'Étienne Daho. Sur l'album, Alain Souchon chante Sous les shorts des garçons, dans une nouvelle version pop. Marion Cotillard y assure les chœurs sur le titre Pretium Doloris. Deux autres singles sont extraits : Amoureuse et Sous les shorts des garçons.
Elle compose en 2004 la bande originale du film d'Olivier Marchal 36 quai des Orfèvres. Elle travaille sur quatre chansons pour Thierry Amiel sur l'album homonyme. L'une d'elles, Un jour parfait tourne en radio.
En 2007, en accord avec Nicolas Hulot, elle compose un album Ushuaïa Nature sur la préservation de la nature. La même année, la chanson Le Destin de Lisa sort en single. Écrite et composée par Axelle Renoir et interprétée par Alexandra Lucci, elle atteint la 6e position des classements français et la 15e position de l'Ultratip belge à l'été 2007,.
Elle produit et coréalise l'album de Luka sorti en 2008, Un Monde à inventer. Elle interprète Qu'est-ce que tu deviens sur l'album hommage à Claude François intitulé Claude François, autrement dit. Ce même chanteur avait interprété Qu'est-ce que tu deviens en 1966, adaptation de François et Vline Buggy de There's a Kind of Hush des New Vaudeville Band en 1966,,.
En 2009, elle réalise l'album de reprises de Sarah McLachlan interprété par Thierry Amiel. Cet opus nommé Où vont les histoires ? sort en 2010. Deux singles sont édités Où vont les histoires ? et Celui qui.
Elle compose la musique du premier long métrage de Françoise Charpiat en 2013, Cheba Louisa.
Depuis 2015 elle compose la musique de la série Cassandre ainsi que de nombreux téléfilms français avec Sathy Ngouane : La malédiction de Julia, L'Île aux femmes, Né sous silence, Les enfants du mensonges, etc.
Elle compose également de nombreux génériques et chansons pour la télévision et la radio, tels Captain Café, Le Destin de Lisa, Les Coulisses de l'économie, le réarrangement du journal de TF1, La Chaîne Parlementaire, etc.

## Filmographie
- 2001 : Les Jolies Choses de Gilles Paquet Brenner (chansons du film)
- 2002 : Gangsters d'Olivier Marchal
- 2004 : 36, quai des Orfèvres d'Olivier Marchal
- 2013 : Cheba Louisa de Françoise Charpiat
- 2017 : Un Nouveau Départ réalisé par Mikael Zazoun (court métrage)

### Télévision
- 2014 : La Malédiction de Julia de Bruno Garcia
- Depuis 2015 en cours : Cassandre, 35 x 90 mn , série créée par Bruno Lecigne et Mathieu Masmondet, France 3
- 2015 : Meurtres à Collioure de Bruno Garcia
- 2016 : L'Île aux femmes d'Éric Duret
- 2017 : Né sous silence de Thierry Binisti
- 2018 : Un Mensonge oublié d'Éric Duret
- 2019 : Meurtres dans le Jura d'Éric Duret
- 2020 : Crime dans le Larzac de Marwen Abdallah
- 2020 : Mauvaises graines de Thierry Petit
- 2021 : Manipulations 6 x 52 mn de Marwen Abdallah, France 2

## Discographie

### Albums studio
- 1994 - Magnum et Matinées dansantes
- 1998 - Rose
- 2002 - La Plage

### Singles
- 1994 - Lulu
- 1995 - La Cour des grandes
- 1996 - Silence, je me retourne
- 1998 - Sous les shorts des garçons
- 1998 - Les Filles de l'air
- 1998 - Treize juillet sous la Lune
- 2001 - Les Jolies Choses
- 2002 - Partir
- 2003 - Je serai là pour toi
- 2003 - Amoureuse
- 2004 - Sous les Shorts des garçons (avec Alain Souchon)

### Autres disques
- 1995 - Entre sourire et larmes
- 1998 - Ensemble contre le Sida
- 2001 - bande originale de Les Jolies Choses de Gilles Paquet-Brenner
- 2002 - bande originale de Gangsters d'Olivier Marchal
- 2004 - bande originale de 36 quai des Orfèvres d'Olivier Marchal
- 2007 - Ushuaïa Nature by Axelle Renoir

## Prix
- 1994 : lauréate du prix Nouveau talent M6[9]
- 1996 : nommée dans la catégorie Révélation de l'année aux Victoires de la musique[38]